# Öxarfjörður

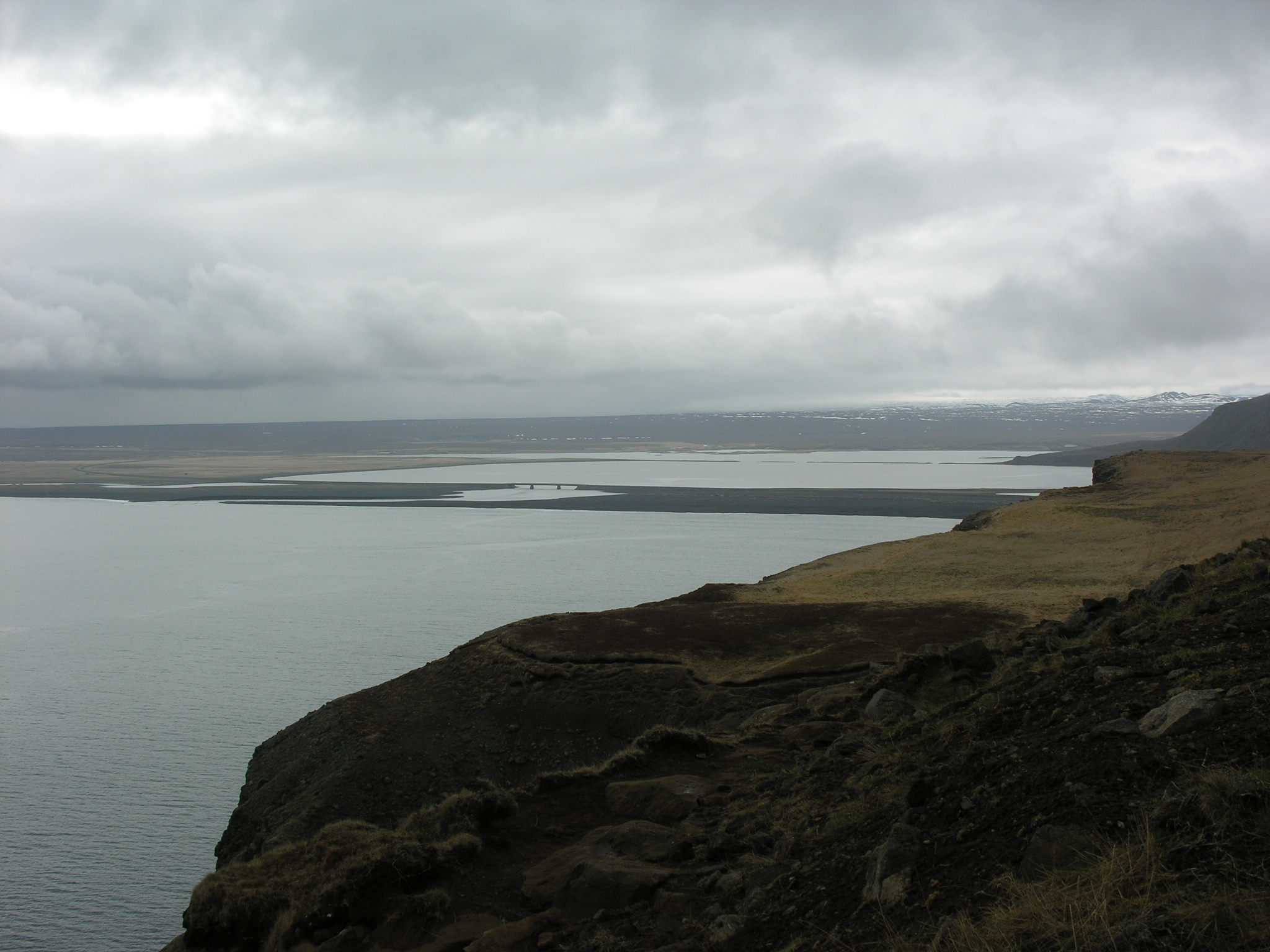
Öxarfjörður

Öxarfjörður - fjörd di ascia - un vasto fiordo nel nord-ovest dell'Islanda, situato fra il capo di Tjörnes e di Melrakkaslétta.

## Geografia
Öxarfjörður è circondato da catene montuose a ovest mentre a est dai campi di lava Gjástykki e una zona con sabbia depositata dal fiume glaciale Jökulsá á Fjöllum a sud. L'unico insediamento nella zona Kópasker con circa 170 abitanti. La dorsale medio atlantica attraversa la parte occidentale del fiordo prima di ritornare nuovamente sott'acqua. L'Öxarfjörður è penetrato più all'interno in tempi geologici ma il fiume Jökulsá ha depositato sabbia dall'altopiano in un'area triangolare di circa 300 km² chiamata Sandur, spostando nuovamente la costa verso l'esterno. Questa zona è ancora attraversata dal delta del fiume che cambia continuamente il suo letto. In questo luogo sono presenti anche due laghi, Vikingavatn e Skjálftavatn, quest'ultimo formato da un terremoto nel 1976, e a causa di questo evento sismico diverse abitazioni nella zona sono state distrutte.

## Economia
L'economia del luogo si basa soprattutto sull'allevamento di pecore, la dimensione delle fattorie varia fra 100 e 1000 capi durante l'inverno. Fra giugno e settembre le pecore e gli agnelli appena nati vengono lasciati liberi di pascolare nell'altopiano. Sono ricondotti all'ovile dagli allevatori di una particolare zona in certi giorni di autunno con l'aiuto di cavalli e cani. Vengono condotti in un largo recinto e dopodiché divisi fra gli allevatori che riconoscono i loro capi dal marchio posto sull'orecchio. C'è una grande azienda che tratta i derivati dell'agnello chiamata Fjallalamb a Kópasker.
Anche la pesca e il turismo giocano un ruolo importante. Diverse persone che lavorano sui pescherecci partono dal porto di Kópasker e ci sono due allevamenti di salmoni, halibut, e trote.
L'energia geotermica è utilizzata per il riscaldamento delle abitazioni locali, essendo prelevata dalle sorgenti di acqua calda situate a Sandur.

## Turismo
Nell'area si trova lo Jökulsárgljúfur, uno dei quattro parchi nazionali islandesi. È situato sulla riva occidentale del fiume Jökulsá á Fjöllum, e si estende a nord per 30 km fino alle cascate Dettifoss, coprendo un'area di 120 km². Dettifoss è la cascata europea con la maggiore portata, di 193 m³ al secondo. Risalendo ulteriormente il corso del fiume si trova Hljóðaklettar, ovvero una fila di crateri caratterizzati da colonne basaltiche. Nella parte settentrionale del parco nazionale si trova Ásbyrgi, una depressione a ferro di cavallo, dove sorge il maggior campeggio del parco.
C'è un bus di linea che collega l'area con Akureyri, l'unica con più di 10 000 abitanti e un aeroporto in tutta l'Islanda settentrionale.